# Willie Sutton

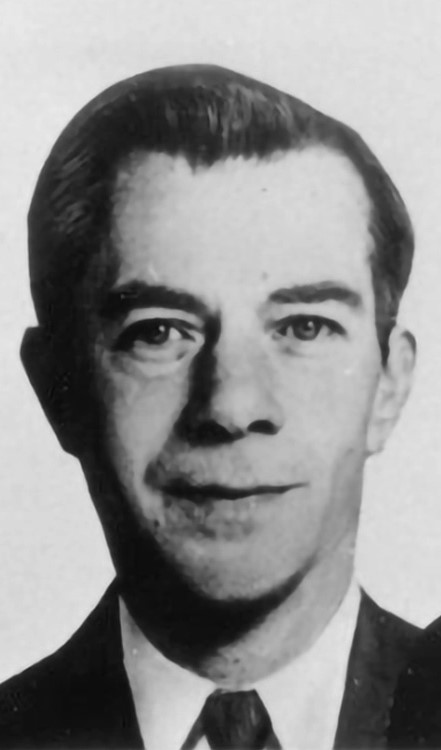
Sutton

William „Willie“ Francis Sutton Jr. (* 30. Juni 1901 in Greenpoint (Brooklyn), New York City; † 2. November 1980 in Spring Hill, Florida) war ein amerikanischer Serienbankräuber und Volksheld. Er kam ohne Schusswaffengebrauch gegen Menschen aus, verletzte und tötete nie jemanden. Er entkam spektakulär aus mehreren Hochsicherheitsgefängnissen.

## Leben
Sutton wuchs als Sohn eines Hufschmieds in der Irish Town in Brooklyn auf, damals ein Armen-Slum, wo viele aus Irland Neueingewanderte lebten. Von der Schule ging er als Jahrgangsbester ab und arbeitete zur großen Zufriedenheit seiner Vorgesetzten fast ein Jahr bei einer Bank. Dann wurden er und fast alle jüngeren Mitarbeiter entlassen, weil eine Wirtschaftsdepression eingetreten war. Die jungen Menschen seiner Generation hatten aufgrund dieser gar nicht seltenen Wirtschaftscrashes nicht nur vereinzelt den Eindruck, dass sie keine reguläre Chance auf entlohnte Arbeit hätten und dass die US-Gesellschaft sie schlicht nicht brauche.
Sutton verlegte sich daher auf Bankraub, damit erbeutete er insgesamt nominell etwa $2.000.000. Er wurde am 20. März 1950 der erste Neuzugang zur initialen Liste der FBI Ten Most Wanted Fugitives. Sutton wurde im Februar 1952 auf einen Hinweis des Verkäufers Arnold Schuster letztmals verhaftet. Dieser wurde im Folgemonat vermutlich auf Weisung Albert Anastasias ermordet, obwohl Anastasia nicht direkt mit Sutton bekannt war. Bis zu seinem Tod wurde indes gemutmaßt, dass Sutton selbst beim Mord an dem Verräter Schuster eine Rolle als möglicher Auftraggeber gespielt habe.
Während der langjährigen Gefängnisaufenthalte beschäftigte sich Sutton mit dem Lesen von Klassikern und Weltliteratur. Über das Lesen kam er zum Schreiben. Sein eigenes Leben hat Sutton in zwei autobiographischen Werken festgehalten. Zudem haben sich mehrere Autoren mit ihm befasst, u. a. J. R. Moehringer.